# Cankton
Cankton – wieś w Stanach Zjednoczonych, w stanie Luizjana, w parafii St. Landry.